# Marie Ménard
 (février 2020).
Marie Ménard est une variété de pomme à cidre amère douce.
C'est la variété de référence des Côtes-d'Armor, qui peut composer de 50 à 60 % du pommage. Elle est très productive.
Son moût est amer et riche en tanins.

## Référence
1. ↑  « Marie Ménard - Les Mordus de la Pomme », sur www.mordusdelapomme.fr (consulté le 16 février 2020)